# 誉の名手
『誉の名手』（ほまれのめいしゅ、原題：Straight Shooting）は、1917年に公開されたアメリカ合衆国のサイレント西部劇映画。監督はジョン・フォード。主演はハリー・ケリー。

## 概要
この映画のプリントはジョージ・イーストマン・ハウスの国際写真博物館に現存している。
当時本作は、米国の映画検閲によるカットの対象となった。シカゴ検閲委員会は、殺人と違法行為の描写で構成されているとして、この映画の許可証の発行を拒否した。

## キャスト
- シャイアン・ハリー／ハリー・ケリー
- サンダー・フリント／デューク・R・リー（デューク・リーとクレジットされている）
- スウィートウォーター・シムズ／ジョージ・ベレル
- ジョーン・シムズ／モリー・マローン
- テッド・シムズ／テッド・ブルックス
- ダニー・モーガン／フート・ギブソン（クレジット）／サム・ターナー（タイトル）
- ブラックアイ・ピート／ミルトン・ブラウン（ミルト・ブラウンとクレジットされている）
- プレイサー・フリーモント／ヴェスター・ペッグ